# Pehr Brandelius
Pehr Brandelius, född 24 maj 1729 i Västerviks församling, Kalmar län, död 17 februari 1795 i Täby församling, var en svensk präst. 

## Biografi
Pehr Brandelius föddes 1729 i Västerviks församling. Han var son till kyrkoherden Nils Brandelius i Frödinge församling. Brandelius blev 1750 student vid Uppsala universitet och prästvigdes 18 mars 1758. Han blev 1763 bataljonspredikant vid livgardet och 1764 komministeradjunkt i Jakobs församling. År 1769 blev han regementspastor vid livgardet. Brandelius blev 10 september 1777 kyrkoherde i Täby församling och avled där 1795.

### Familj
Brandelius var gift med Hedvig Haberkorn. De fick tillsammans sonen rektorn Carl Magnus Brandelius (1768–1804) i Stockholm.